# Šajdíkove Humence
Šajdíkove Humence (maďarsky Sajdikhumenec) jsou obec na Slovensku v okrese Senica. Vznikla v roce 1927 vyčleněním od obce Borský Peter. Žije zde přibližně 1 100 obyvatel.
Obec postupně vznikala spojením staveb (stodol) obyvatel Borského Petra, kolem mlýnů na březích Bahenského potoka a statku Rákoš a byla jako osada součástí této obce až do roku 1927.
Obec je známá hlavně velkou lesní školkou a jedním z nejkvalitnějších křemičitých písků v Evropě. V obci je římskokatolický kostel sv. Augustina z roku 1951.